# Herefordshire
Herefordshire – hrabstwo ceremonialne i historyczne oraz jednostka administracyjna typu unitary authority w zachodniej Anglii, w regionie West Midlands, położone przy granicy z Walią.
Powierzchnia hrabstwa wynosi 2180 km², a liczba ludności – 183 500. Jest to jedno z najrzadziej zaludnionych hrabstwa Anglii, z gęstością zaludnienia wynoszącą 84,2 os./km². Stolicą oraz największym miastem jest Hereford, położony w środkowej części hrabstwa, posiadający status city. Inne większe miasta na terenie hrabstwa to Leominster, Ledbury oraz Ross-on-Wye.
Początki hrabstwa sięgają średniowiecza. W 1974 roku Herefordshire zostało połączone z sąsiednim Worcestershire w hrabstwo Hereford and Worcester, które funkcjonowało do 1998 roku, gdy hrabstwa ponownie rozdzielono.
Hrabstwo jest w przeważającej części nizinne, na jego wschodnim krańcu znajdują się wzgórza Malvern Hills. Główną rzeką przepływającą przez Herefordshire jest Wye. Hrabstwo ma charakter wiejski, a podstawę jego gospodarki stanowi rolnictwo, w szczególności sadownictwo, produkcja cydru, hodowla bydła i owiec.
Na północy Herefordshire graniczy z hrabstwem Shropshire, na wschodzie z Worcestershire, na południu z Gloucestershire, a na zachodzie z Walią.